# ویلیام دانیل فیلیپ
ویلیام دانیل فیلیپ (انگلیسی: William Daniel Phillips؛ ‏زاده ۵ نوامبر ۱۹۴۸) فیزیک‌دان آمریکایی و برنده جایزه نوبل در فیزیک سال ۱۹۹۷ به همراه استیون چو و کلود کوهن تانوژی از فرانسه برای توسعه دادن روش‌های سرد کردن و به دام انداختن اتم‌ها با نور لیزری است.

## زندگی
دانیل فیلیپ در ۵ نوامبر، سال ۱۹۴۸ در پنسیلوانیا، ایالات متحده آمریکا زاده شد. در سال ۱۹۷۰ از کالج جانیاتا فارغ‌التحصیل شد و پس از آن دکترای فیزیک خود را از انستیتو تکنولوژی ماساچوست دریافت کرد.
در سال ۱۹۹۶ مدال آلبرت مایکلسون از مؤسسه فرانکلین دریافت کرد.
در سال ۱۹۹۷ به همراه استیون چو و کلود کوهن تانوژی موفق به دریافت جایزه نوبل فیزیک شد. او همچنین استاد دانشگاه مریلند در کالج پارک است.